# (18028) Ramchandani
(18028) Ramchandani (1999 KO14) – planetoida z pasa głównego asteroid okrążająca Słońce w ciągu 3,5 lat w średniej odległości 2,3 j.a. Odkryta 18 maja 1999 roku.